# Monument aan de Wylerbaan
Het monument aan de Wylerbaan is een oorlogsmonument in de Nederlandse gemeente Berg en Dal. Het monument werd onthuld op 16 september 1990 door burgemeester Van Gils van de toenmalige gemeente Groesbeek en een aantal veteranen. Het gedenkteken werd op 22 april 1992 op symbolische wijze overgedragen aan de gemeente. Het monument is opgedragen aan het 508e en van de 82nd Airborne Divisie en de gehele Operatie Veritable. In deze operatie, die duurde van 8 februari tot 10 maart 1945, wilden de geallieerden het Rijngebied veroveren.

## Ontstaansgeschiedenis
Operatie Veritable staat ook wel bekend als de slag om Reichswald. Aan de operatie deden meer dan 300.000 Britse en Canadese militairen mee. Bij Nijmegen over de grens ligt het Duitse plaatsje Kleef. Daar eindigde de Duitse verdedigingslinie, ook de Siegfriedlinie genoemd, die vanaf Zwitserland over een lengte van 630 kilometer liep. Acht maanden eerder was actie Market Garden mislukt nadat de brug bij Arnhem een brug te ver bleek. In de maanden daarna verzamelden de geallieerden zich rondom Nijmegen voor operatie Veritable. Uiteindelijk verzamelden zich hier meer dan een miljoen geallieerden voor de operatie.
Op 8 maart 1945 gaat de operatie van start vanaf frontlijn Mook-Groesbeek-Ooij als circa 800 bommenwerpers Kleef en Koch bombarderen. Tijdens de operatie landden 1922 parachutisten van het 508e regiment op zogenoemde 'dropzone T' ten noordoosten van Groesbeek dicht bij de Duitse grens. Met hen kwamen nog veertig man van het 325ste Glider Infanterie Regiment, 544 man van de 376ste batterij Veldartillerie, 52 ton materiaal en 12 houwitsers neer. Tot slot landden er ook nog 38 gliders bij de Bruuk te Groesbeek neer. Op deze plaats werd het hoofdkwartier van generaal Frederick 'Boy' Browning gevestigd inclusief 105 man aan personeel. Het was de eerste keer in de geschiedenis dat een compleet korpshoofdkwartier met radioapparatuur door de lucht werd vervoerd en midden in actiegebied werd geplaatst.
De Duitsers gaven felle tegenstand en door de slechte weersomstandigheden duurde de operatie langer dan een maand. Op 10 maart 1945 werd de operatie afgesloten. Er waren 15.600 Britten en Canadezen gesneuveld en 45.000 tot 60.000 Duitse soldaten kwamen om. De slachtoffers van de oorlog waren vaak erg jong. Velen van de gesneuvelden kregen hun rustplaats op militaire begraafplaatsen door de Canadezen, Britten en Duitsers aangelegd in de omgeving van Groesbeek, Nijmegen en Kleef.

## Locatie en vormgeving
Het monument aan de Wylerbaan staat op de hoek van de Wylerbaan en Derdebaan in Groesbeek in de gemeente Berg en Dal. Het monument zelf is gemaakt van roestvrijstaal en heeft de vorm van een bom. Op het monument staat een kaartje van het gebied, twee tanks en het wapen van Montgomery afgebeeld. Het monument heeft een hoogte van één meter zestig. Tevens is er een tekst aangebracht op het monument. Deze tekst luidt: 
'OPERATIE VERITABLE, 8 FEBRUARI '45 MONTGOMERY
HIER STARTTE MONTY'S OPERATIE VERITABLE 
8 FEB 1945, RICHTING RIJN EN WEZEL
MET RUIM DRIEHONDERD DUIZEND 
BRITSE EN CANADESE MILITAIREN.
BEZOEKER, BESEF DAT OOIT BEGONNEN MOET 
WORDEN MET WAT NOODZAKELIJK IS'. 
'HIER LANDDEN RODE DUIVELS VAN 508 PRCHT INF
- ZEG MAAR: ENGELEN – 17/18 SEP 1944 
EN ARTILLERIE, AAN PARACHUTES EN IN ZWEVERS 
ALS SCHILD VOOR HET RIJK VAN NIJMEGEN 
BEZOEKER, WEES SCHILD, WAAR MENSEN WORDEN 
BEDREIGD, ONGEACHT NAAM OF KLEUR.'
Dezelfde tekst is ook in het Engels aangebracht op het monument. 
Om het monument heen ligt een bestrating van rode bakstenen in een cirkelvorm, daaromheen staan planten. Het monument was eerder omringd door witte veldkeien.